# Leonhard Sinninger
Leonhard Sinninger (auch Sinniger) war ein deutscher Bildhauer des 16. Jahrhunderts.
Sinninger war zwischen 1528 und 1532 in Ingolstadt tätig und ging später nach Regensburg. Dort schuf er unter anderem im Reichsstift Obermünster den Grabstein der Elisabeth Sinzenhofer (1543), sowie den Brunnen im nördlichen Stiftshof (1545).
Weitere Werke in Regensburg werden Sinninger zugeschrieben.
| Personendaten    | Personendaten                        |
| ---------------- | ------------------------------------ |
| NAME             | Sinninger, Leonhard                  |
| ALTERNATIVNAMEN  | Sinniger, Leonhard                   |
| KURZBESCHREIBUNG | deutscher Bildhauer                  |
| GEBURTSDATUM     | 15. Jahrhundert oder 16. Jahrhundert |
| STERBEDATUM      | 16. Jahrhundert                      |